# 环土星虫
环土星虫（学名：Saturnalis circularis）为针球虫科土星虫属的动物。分布于南大西洋以及中国南海等海域。